# Spermacoce lignosa
Spermacoce lignosa är en måreväxtart som beskrevs av Harwood. Spermacoce lignosa ingår i släktet Spermacoce och familjen måreväxter. Inga underarter finns listade i Catalogue of Life.